# Синагога Ицкович
Синагога Ицкович ( хебр. איצקוביץ'   ) је штибел у централном делу израелског града Бнеј Брака .

## Историја
Синагога Ицкович је једна од најактивнијих синагога на свету, са молитвеним службама које се одржавају 24 сата дневно у више просторија. У просеку има 17.000 посетилаца дневно.  Синагога је добила име по Звију Ицковичу, првобитном власнику куће, који је желео да заустави саобраћај који пролази поред његове куће на Шабат . Искористио је закон који налаже да се улице са синагогама затворе на Шабат тако што је једну просторију у његовој кући прогласио синагогом.